# 凡加克州
凡加克州（英語：Fangak）是南蘇丹曾经的一个州，位在該國東北部。人口326,370人（2014年），首府阿約德，下轄2郡。

## 行政區劃
下轄2郡：
- 凡加克
- 阿約德